# Подрушна Христина
Христи́на Подру́шна (* 1977) — українська гірськолижниця; учасниця зимових олімпійських ігор.

## З життєпису
Брала участь у двох змаганнях на зимових Олімпійських іграх 1994 року
.